# Sappo
Pour l'art martial, voir Sappō.

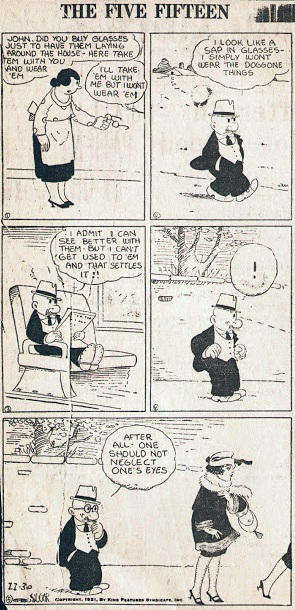
Strip des Five Fifteen du 30 novembre 1921 : un humour typique du family strip.

Sappo est un comic strip humoristique d'E. C. Segar distribué par le King Features Syndicate de 1920 à 1947. Il s'est appelé The Five Fifteen durant ses trois premières années et Sappo the Commuter de 1923 au 6 mars 1926. Quelques planches des années 1930 ont été publiés dans des illustrés franco-belges sous le titre Les Prodigieuses Inventions du Professeur Picric.
Suivant un schéma traditionnel de la bande dessinée humoristique américaine de l'entre-deux-guerres initié par La Famille Illico, Sappo met en scène un petit homme roublard, John Sappo, et son épouse Myrtle, une grosse mégère jalouse et agressive. En mai 1932, Segar introduit le savant fou O. G. Wotasnozzle, ce qui fait glisser la série du genre du family strip à l'aventure humoristique débridée teintée de science-fiction. En 1936, Sappo devient une strip didactique de dessin, avant de redevenir un strip traditionnel de 1938 à sa disparition en 1947.

## Historique de publication
Lancée le 24 décembre 1920 dans le New York American, la bande dessinée est d'abord un strip quotidien traditionnel. Ne parvenant pas à s'imposer, Sappo est interrompue en février 1925 puis relancée à partir du 18 avril comme topper du Thimble Theatre, l'autre série de Segar,,. Avec l'apparition de Popeye en 1929, celle-ci devient immensément plus populaire que Sappo. Segar poursuit cependant cette série jusqu'à sa mort en 1938, s'y impliquant plus ou moins selon les années. La série est ensuite reprise par Doc Winner, qui y participait depuis plusieurs années déjà, ainsi que Bela Zaboly, Bud Sagendorf et Tom Sim, qui travaillaient également sur Popeye. Ne connaissant jamais le succès de l'autre série de Segar, Sappo voit sa diffusion cesser le 18 mai 1947. Si Sagendorf réalise en 1949 deux histoires avec ce personnage pour le comic book Popeye publié par Dell, l'absence de réaction positive des lecteurs conduits les éditeurs à faire cesser l'expérience. 
Le professeur Wotasnozzle devient par contre à partir du numéro 33 (printemps 1956) le héros d'une série humoristique publiée réuglièrement jusqu'à la fin du comic book en 1976. Sappo et sa femme n'y sont plus que des personnages secondaires. La série est alors animée par les repreneurs de Popeye : Sagendorf de 1956 à 1967, George Wildman après 1969. Wotasnozzle est un personnage secondaire récurrent de l'adaptation animée de 1960-1962 Popeye the Sailor et est présent comme personnage secondaire de Popeye dans la relance d'IDW Publishing à partir de 2012.
Sappo a été publié en France de 1938 à 1940 dans l'hebdomadaire Hop-là ! et en Belgique dans l'hebdomadaire Bravo ! au sortir de la guerre, sous le titre Les Prodigieuses Inventions du professeur Picric. Elle n'a pas été rééditée depuis. Aux États-Unis, les planches dominicales de Sappo publiées de 1929 à 1938 figurent dans l'édition intégrale de Popeye en six volumes publiées par Fantagraphics.

### Documentation
- Patrick Gaumer, « Sappo », Dictionnaire mondial de la BD, Paris : Larousse, 2010, p. 752.
- Thierry Groensteen (dir.), Popeye est c'qu'il est et voilà tout c'qu'il est !, Angoulême : Musée de la bande dessinée, 2001.
- (en) Chris Mautner, « Phooey from me to you: Who cares about Sappo?, The Hooded Utilitarian, 11 août 2010.